# Butorides atricapilla
Butorides atricapilla ist eine Vogelart aus der Familie der Reiher, die mit etwa 20 Unterarten in den Tropen und Subtropen Afrikas, Asiens, Australiens und auf zahlreichen Inseln im Indischen Ozean und im Pazifik verbreitet ist. Die Art gilt erst seit Anfang 2025 als eigenständig, vorher wurden die Unterarten dem Mangrovereiher (Butorides striata) zugeordnet.

## Merkmale
B. atricapilla ist eine kleine Reiherart mit einer Länge von 35 bis 48 Zentimetern, einer Flügelspannweite von 52 bis 60 Zentimetern und einem Gewicht von 145 bis 232 Gramm. Die Unterarten im australisch-ozeanischen Bereich sind in der Regel größer als ihre asiatischen Verwandten. Weibchen sind meist kleiner und, vor allem in der Brutzeit, blasser gefärbt. Farblich ist die Art sehr variabel (polymorph) und verschiedene Gefiederfärbungen, vor allem am Hals und am Kopf treten nicht nur zwischen verschiedenen Unterarten, sondern auch innerhalb einer Unterart auf.
In Asien und Afrika könnten mehrere andere Reiherarten mit B. atricapilla verwechselt werden. Verglichen mit der afrikanischen Graurückendommel (Botaurus sturmii) ist B. atricapilla größer, verglichen mit der australischen Schwarzdommel (Botaurus flavicollis) ist er kleiner. Außerdem ist seine Färbung blasser und B. atricapilla zeigt nicht die helle Strichelung auf der Unterseite des Halses, die für Dommeln typisch ist. Verglichen mit dem australasiatischen Rotrückenreiher (Nycticorax caledonicus) ist B. atricapilla kleiner und er hat eine dunklere Bauchseite. Der Rotbauchreiher (Ardeola rufiventris) aus Afrika ist kleiner, hat aber einen proportional längeren Hals als B. atricapilla.

## Verbreitung und Lebensraum

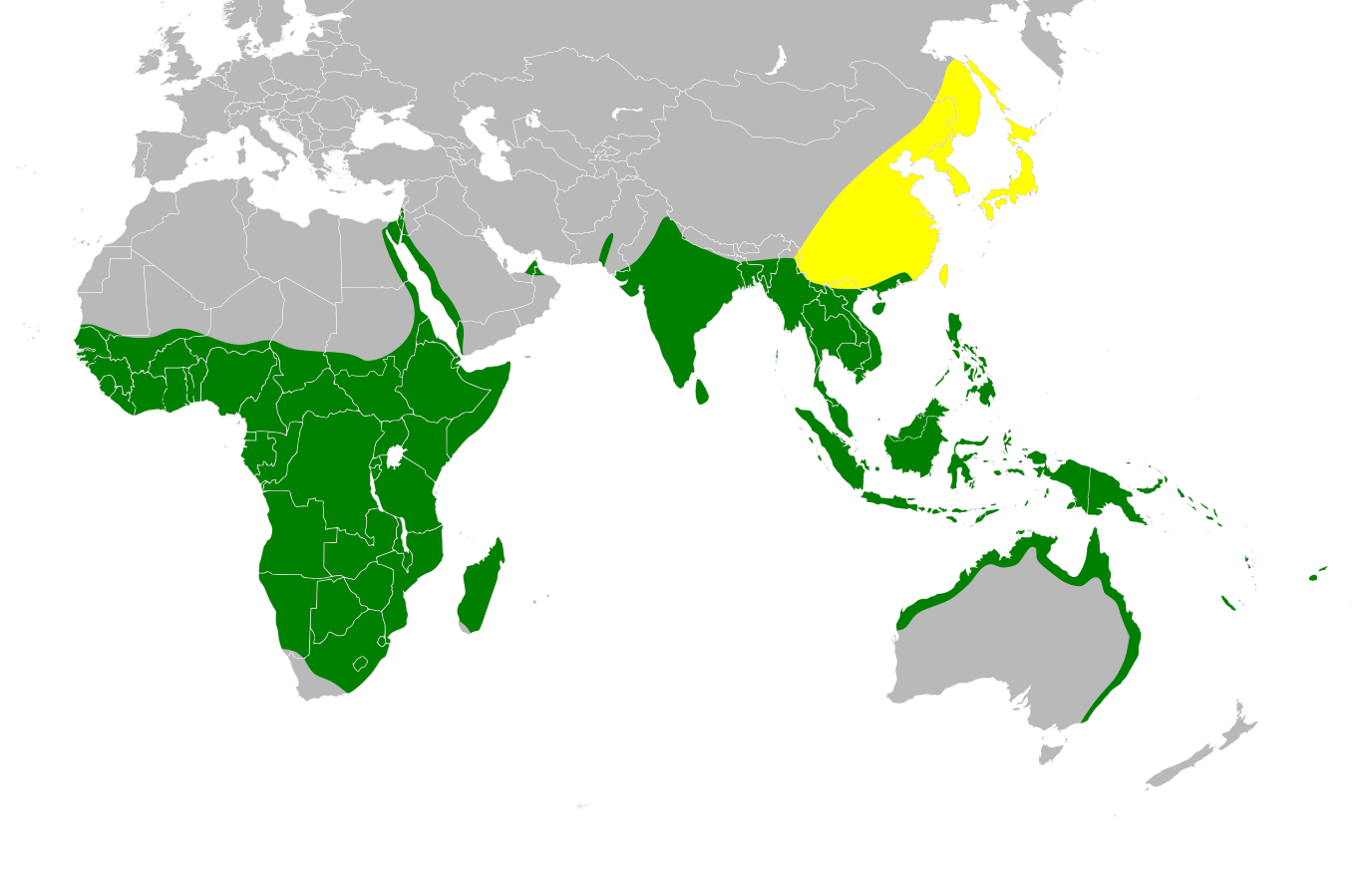
Verbreitungsgebiet von B. atricapilla
Ganzjähriges Vorkommen
nur im Sommer

Butorides atricapilla kommt in Afrika südlich der Sahara, auf Madagaskar, den Komoren und Seychellen, an den Küsten des Roten Meeres, an der Straße von Hormus, am Indus in Pakistan und in Süd- und Südostasien von Indien bis zu den Philippinen und Indonesien vor; außerdem an der Nord- und Ostküste Australiens, auf Neuguinea und auf zahlreichen Inseln des südlichen Pazifiks. Die im Osten Chinas, in Korea, auf Taiwan, Japan und an der Küste des russischen Fernen Ostens leben Populationen der Art überwintern als Zugvögel im Süden. Die übrigen Populationen sind mehr oder weniger standorttreu.
Die Vögel leben sowohl an den Ufern von Süßgewässern als auch an Meeresküsten. Bevorzugt wird dichte Vegetation entlang von Bächen, Flüssen und Flussmündungen und an den Ufern von Seen und Teichen, Mangroven, Wiesen, Reisfelder oder Kokosplantagen. Hin und wieder sieht man sie auch auf offenem Gelände, im Watt, in der Gezeitenzone oder auf freiliegenden Korallenriffen während der Ebbe. Butorides atricapilla lebt vor allem im Tiefland, auf Madagaskar wurde er bis in Höhen von 1500 Metern nachgewiesen, im Himalaya bis in Höhen von 900 Metern.

## Lebensweise
Butorides atricapilla ernährt sich mehr oder weniger opportunistisch von zahlreichen Kleintieren. Darunter sind kleine Fische, Insekten und deren Larven, Spinnen, Krabben, Garnelen und andere Krebstiere, Würmer, Weichtiere, Schwanzlurche, Frösche und in seltenen Fällen auch nestjunge Vögel, Vogeleier und Mäuse. An Meeresküsten werden oft Schlammspringer erbeutet. Die meiste Beute wird in sehr flachem Wasser (ca. 5 cm) gefangen. Es wurde auch beobachtet, dass die Vögel Wildschweinrotten begleiten und die Insekten erbeuten, die durch die Wühltätigkeit der Säuger aufgescheucht werden. Die kleinen Reiher können lange Zeit bewegungslos bleiben, um auf Beute zu warten, sie jagen jedoch auch aktiv und verfolgen ihre Beute. Meist sind sie dämmerungsaktiv, besonders in Gegenden, die von künstlichem Licht erhellt werden. An den Meeresküsten werden ihre Aktivitätszeiten von den Gezeiten bestimmt.

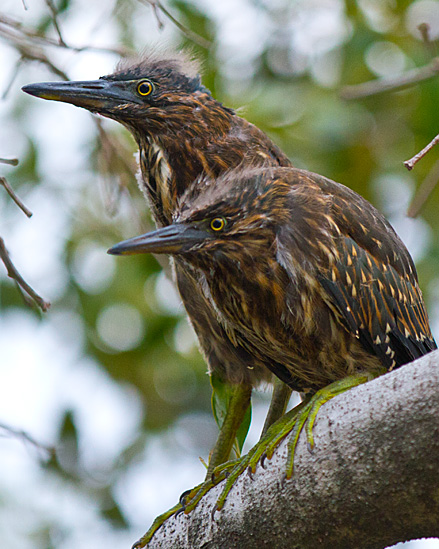
Jungvögel

## Fortpflanzung
Aufgrund des großen Verbreitungsgebietes ist die Brutperiode in verschiedenen Regionen unterschiedlich. Meist erfolgt die Brut während der Regenzeit. In der Regel brüten die Vögel allein mit einem großen Abstand zueinander; es gibt jedoch auch Bruten in kleinen Gruppen oder in großen Kolonien mit bis zu 300 bis 500 Paaren. Das Nest besteht aus Ästen und Zweigen und ist in der Regel ungepolstert. Es ist meist etwa 5 cm hoch und 20 bis 40 cm breit. Das Nest wird vom Weibchen gebaut mit Material, das vom Männchen gebracht wird. Dafür benötigen die Paare etwa 2 Wochen. Meist befindet sich das Nest in der Höhe von 1 bis 10 m über dem Boden oder Wasser gut versteckt unter Ästen von Bäumen oder Büschen. Das Gelege besteht meist aus 3 bis 5 blau-hellgrünen oder hellgrünen Eiern, die 19 bis 29 Tage lang von beiden Geschlechtern bebrütet werden. Die Jungvögel werden nach 14 bis 30 Tagen flügge und werden danach noch einige Zeit von den Eltern versorgt.

## Systematik

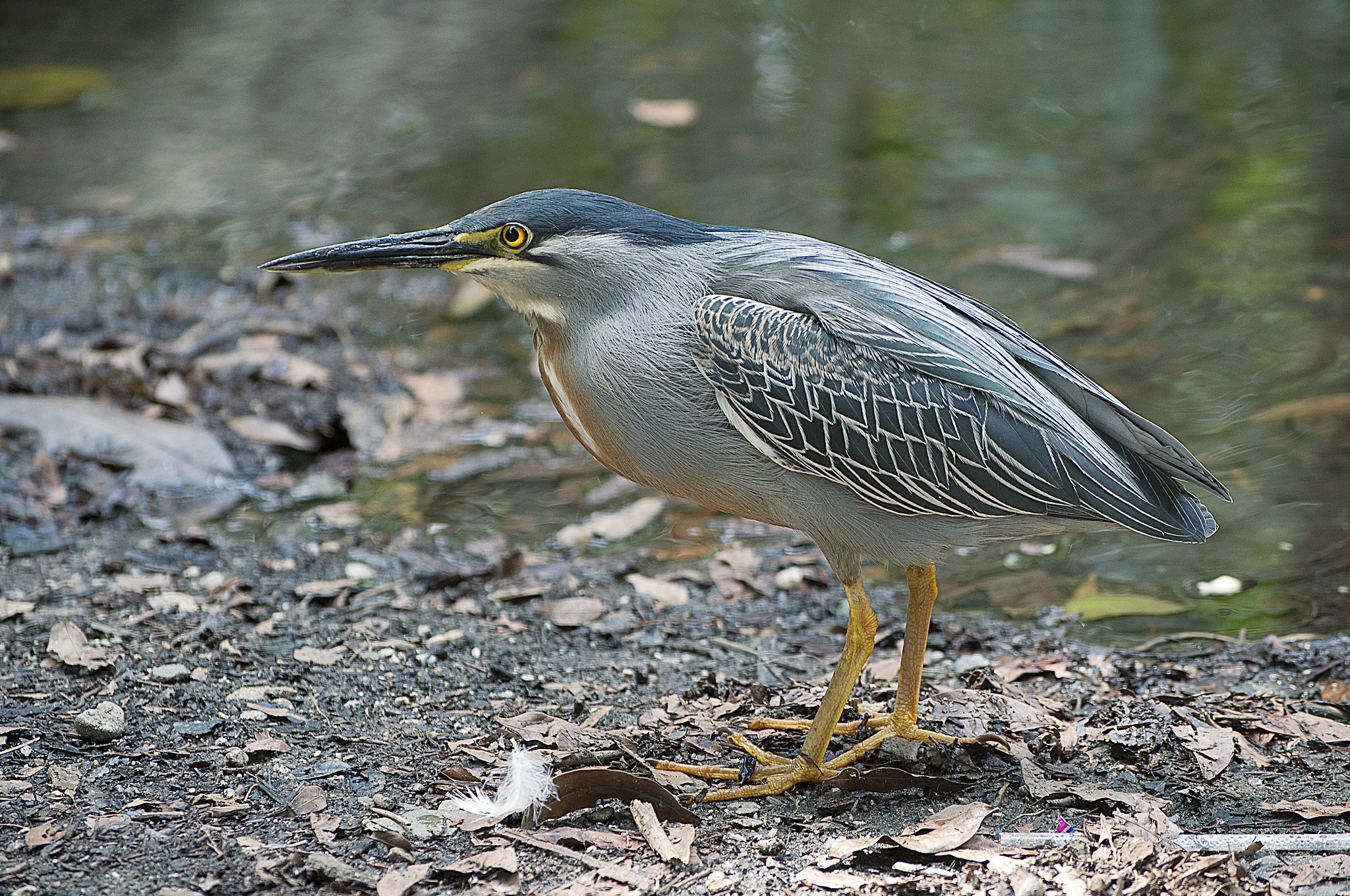
Mangrovereiher (Butorides striata)

Alle Unterarten von B. atricapilla galten bis Anfang 2025 als Unterarten des Mangrovereihers (B. striata), dessen Nominatform (B. striata striata) in Südamerika vorkommt. Wie eine 2023 veröffentlichte Untersuchung zeigte, ist B. striata striata aber näher mit dem nord- und mittelamerikanischen Grünreiher (B. virescens) und dem Lavareiher (B. sundevalli) von den Galapagosinseln verwandt, als mit den Unterarten in Afrika, Asien, Australien und Ozeanien. Die International Ornithologists’ Union fasste letztere deshalb unter der Bezeichnung Butorides atricapilla als eine eigenständige, vom Mangrovereiher verschiedene Art zusammen. Auch die Datenbank Avibase listet Butorides atricapilla als eigenständige Art.
Die verwandtschaftlichen Verhältnisse gibt folgendes Kladogramm wieder.
|  | \| \| Grünreiher (B. virescens) \| \| \| \| \| \| Lavareiher (B. sundevalli) \| \| \| \| |
|  |                                                                                          |
|  | Mangrovereiher (B. striata)                                                              |
|  |                                                                                          |
|  | Grünreiher (B. virescens)                                                                |
|  |                                                                                          |
|  | Lavareiher (B. sundevalli)                                                               |
|  |                                                                                          |

|  | Grünreiher (B. virescens)  |
|  |                            |
|  | Lavareiher (B. sundevalli) |
|  |                            |

|  | Afrikanische Klade (B. a. atricapilla, B. a. rutenbergi u. a.) |
|  | |
|  | \| \| Nordostafrikanische Klade (B. a. brevipes) \| \| \| \| \| \| Australasiatische Klade (B. a. javanica, B. a. macrorhyncha, B. a. solomonensis u. a.) \| \| \| \| |
|  | |
|  | Nordostafrikanische Klade (B. a. brevipes) |
|  | |
|  | Australasiatische Klade (B. a. javanica, B. a. macrorhyncha, B. a. solomonensis u. a.)                                                                                |
|  | |

|  | Nordostafrikanische Klade (B. a. brevipes)                                             |
|  |                                                                                        |
|  | Australasiatische Klade (B. a. javanica, B. a. macrorhyncha, B. a. solomonensis u. a.) |
|  |                                                                                        |

|  | \| \| Grünreiher (B. virescens) \| \| \| \| \| \| Lavareiher (B. sundevalli) \| \| \| \| |
|  |                                                                                          |
|  | Mangrovereiher (B. striata)                                                              |
|  |                                                                                          |
|  | Grünreiher (B. virescens)                                                                |
|  |                                                                                          |
|  | Lavareiher (B. sundevalli)                                                               |
|  |                                                                                          |

|  | Grünreiher (B. virescens)  |
|  |                            |
|  | Lavareiher (B. sundevalli) |
|  |                            |

|  | Afrikanische Klade (B. a. atricapilla, B. a. rutenbergi u. a.) |
|  | |
|  | \| \| Nordostafrikanische Klade (B. a. brevipes) \| \| \| \| \| \| Australasiatische Klade (B. a. javanica, B. a. macrorhyncha, B. a. solomonensis u. a.) \| \| \| \| |
|  | |
|  | Nordostafrikanische Klade (B. a. brevipes) |
|  | |
|  | Australasiatische Klade (B. a. javanica, B. a. macrorhyncha, B. a. solomonensis u. a.)                                                                                |
|  | |

|  | Nordostafrikanische Klade (B. a. brevipes)                                             |
|  |                                                                                        |
|  | Australasiatische Klade (B. a. javanica, B. a. macrorhyncha, B. a. solomonensis u. a.) |
|  |                                                                                        |

## Unterarten

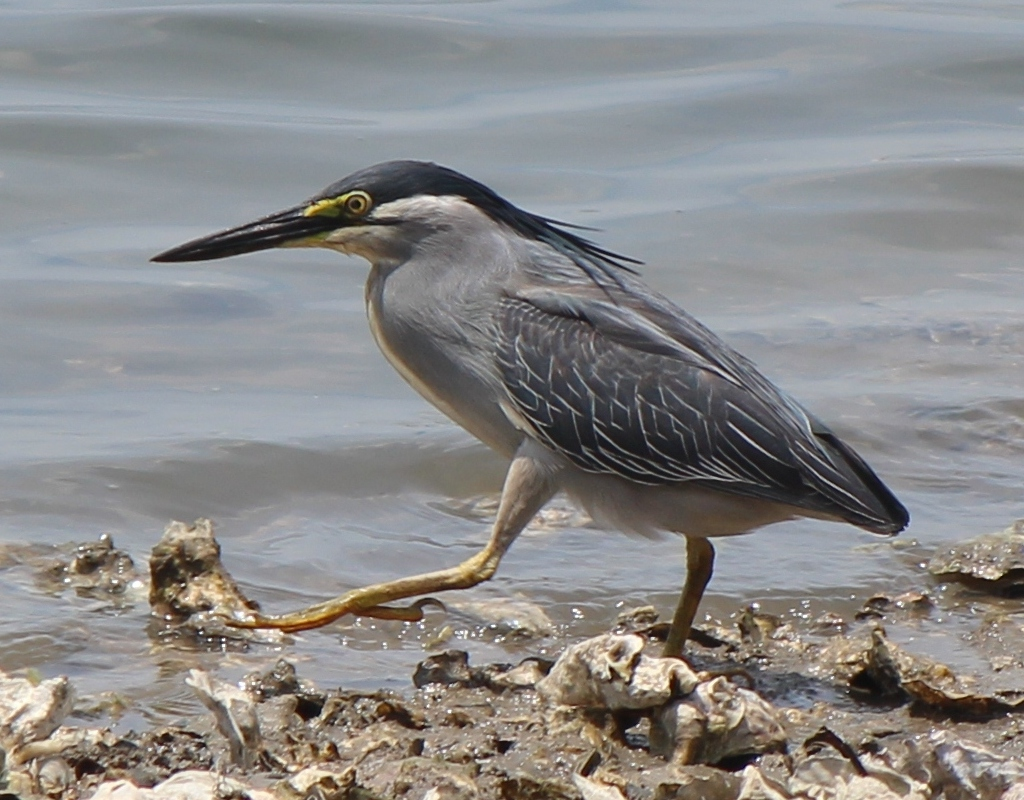
Butorides atricapilla amurensis

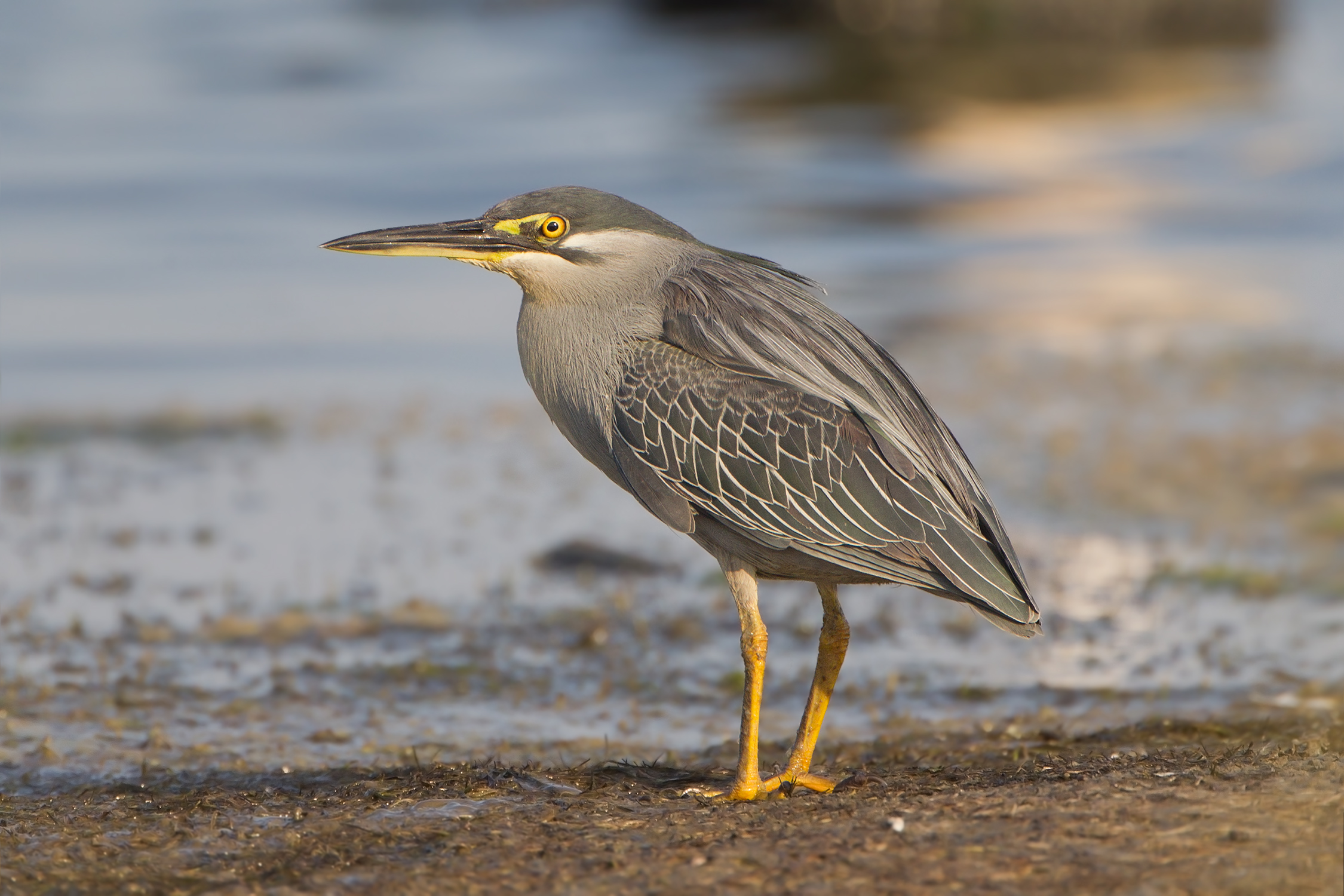
Butorides atricapilla javanica

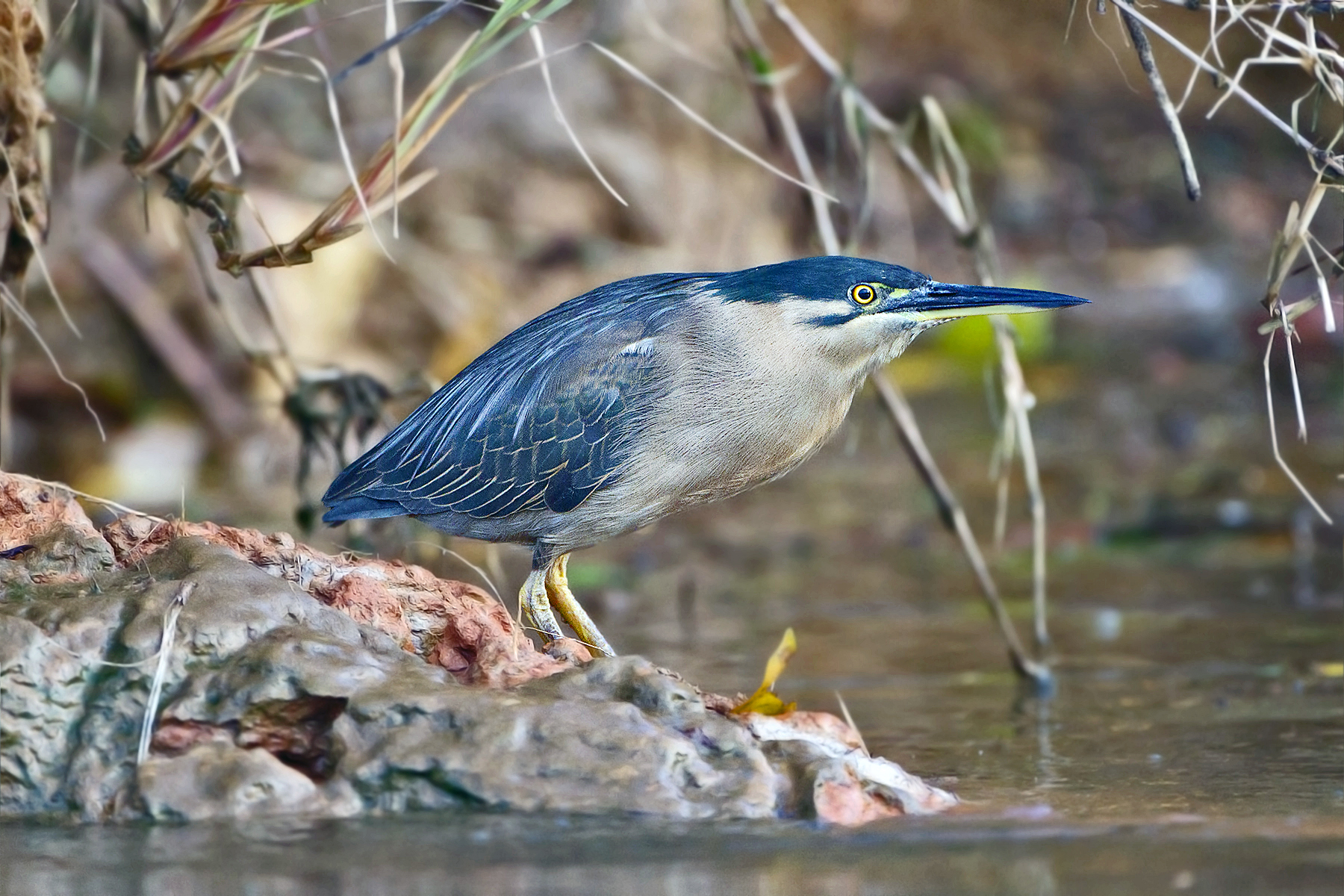
Butorides atricapilla macrorhyncha

Es sind folgende Unterarten bekannt:
- Butorides atricapilla atricapilla (Afzelius, 1804) ist in Afrika südlich der Sahara verbreitet.
- Butorides atricapilla brevipes (Hemprich & Ehrenberg, 1833) kommt in Somalia und an der Küste des Roten Meers vor.
- Butorides atricapilla crawfordi Nicoll, 1906, ist auf der Aldabra und den Amiranten verbreitet.
- Butorides atricapilla rutenbergi (Hartlaub, 1880) ist auf Madagaskar und auf Réunion verbreitet.
- Butorides atricapilla rhizophorae Salomonsen, 1934, kommt auf den Komoren vor.
- Butorides atricapilla degens Hartert, EJO, 1920, ist auf den nordöstlichen Seychellen verbreitet.
- Butorides atricapilla albolimbata Reichenow, 1900, kommt auf dem Chagos-Archipel und auf den Malediven vor.
- Butorides atricapilla spodiogaster Sharpe, 1894, ist auf den Andamanen und den Nikobaren sowie den Inseln westlich von Sumatra verbreitet.
- Butorides atricapilla amurensis (Schrenck, 1860) kommt im südöstlichen Sibirien, dem nordöstlichen China und in Japan vor.
- Butorides atricapilla actophila Oberholser, 1912, ist im östlichen China über das nördliche Myanmar und das nördliche Vietnam verbreitet.
- Butorides atricapilla javanica (Horsfield, 1821) kommt von Pakistan, Indien und Sri Lanka bis Thailand, die Philippinen, die Großen Sundainseln und Sulawesi vor.
- Butorides atricapilla steini Mayr, 1943, kommt auf den Kleinen Sundainseln vor.
- Butorides atricapilla moluccarum Hartert, EJO, 1920, ist auf den Molukken verbreitet.
- Butorides atricapilla papuensis Mayr, 1940, kommt im Nordwesten Neuguineas vor.
- Butorides atricapilla idenburgi Rand, 1941, ist im nördlichen Neuguinea verbreitet.
- Butorides atricapilla flyensis Salomonsen, 1966, ist im südlichen zentralen und dem südöstlichen Neuguinea verbreitet.
- Butorides atricapilla macrorhyncha (Gould, 1848) ist im östlichen und nordöstlichen Australien und auf Neukaledonien verbreitet.
- Butorides atricapilla stagnatilis (Gould, 1848) kommt im nordwestlichen und im nördlichen zentralen Australien vor.
- Butorides atricapilla patruelis (Peale, 1849) kommt auf Tahiti vor.
- Butorides atricapilla solomonensis Mayr, 1940, ist von Lavongai über die Salomonen mit Ausnahme von Rennell bis Vanuatu und Fidschi verbreitet.

## Gefährdung
Butorides atricapilla ist weit verbreitet und gilt als ungefährdet. In den meisten Gebieten ist die Art nicht besonders häufig und einige Subpopulationen könnten gefährdet sein. Allerdings hat die Art die Tendenz, sich auszubreiten und hin und wieder werden Exemplare in Gebieten gesichtet, die außerhalb des eigentlichen Verbreitungsgebietes liegen, z. B. an der israelischen Mittelmeerküste, im mittleren Niltal in Ägypten, in Kuwait oder in Melanesien.

## Belege
1. 1 2 3 4 5 6 7  
A. Martínez-Vilalta, A. Motis, D. A. Christie und G. M. Kirwan (2020). Striated Heron (Butorides striata), Version 1.0. In Birds of the World (Hrsg.: S. M. Billerman, B. K. Keeney, P. G. Rodewald und T. S. Schulenberg). Cornell Lab of Ornithology, Ithaca, NY, USA. doi: 10.2173/bow.strher.01
2. 1 2  
Frank Gill, David Donsker & Pamela Rasmussen (Hrsg.): Ibises, spoonbills, herons, Hamerkop, Shoebill, pelicans IOC World Bird List Version 15.1.
3. ↑  
Butorides atricapilla bei Avibase
4. ↑  
Ezra Zachary Mendales (2023): Ultraconserved elements resolve the phylogeny of a globally distributed genus, Butorides (Aves: Ardeidae). MS Thesis, San Francisco State University, doi: 10.46569/hd76s649j